# Škopljak
Škopljak är en ort i Kroatien.   Den ligger i länet Istrien, i den västra delen av landet, 170 km väster om huvudstaden Zagreb. Škopljak ligger 232 meter över havet och antalet invånare är 142.
Terrängen runt Škopljak är huvudsakligen kuperad, men åt sydväst är den platt. Terrängen runt Škopljak sluttar österut. Runt Škopljak är det ganska glesbefolkat, med 34 invånare per kvadratkilometer. Närmaste större samhälle är Pazin, 7,4 km väster om Škopljak. Omgivningarna runt Škopljak är en mosaik av jordbruksmark och naturlig växtlighet.